# 規制が議論されている兵器
規制が議論されている兵器（きせいがぎろんされているへいき）では、世界的に規制が議論されている現代の兵器のカテゴリーについて述べる。
国際人道法上の観点より、無用に人体に苦痛を与える兵器は使用が禁止されており、1868年のサンクトペテルブルク宣言をはじめとして、1907年のハーグ陸戦条約やジュネーヴ諸条約の追加議定書 (1977年)においても、兵器の使用が無制限ではないことが確認されている。特にジュネーヴ諸条約第一追加議定書第35条において、総括的な規制がなされており、無用の苦痛を与える兵器のみならず、自然環境を過度に破壊する兵器についても禁止が謳われている。ただし、これらは一般原則に留まっており、具体的な規制には、別途の方策が必要とされる。

## 国際条約により使用規制が行われている兵器

### NBC兵器
N (nuclear) - 核兵器/放射能兵器
かつてはA (atomic) 兵器とも呼ばれた。原子爆弾、水素爆弾、中性子爆弾など。
核兵器の保有については、核拡散防止条約 (NPT) によって規制されており、アメリカ・フランス・イギリス・中国・ロシア以外の開発・保有を制限している。1970年に発効し、1995年にその効力を無条件・無期限に延長することが決定された。
1996年の核兵器の威嚇または使用の合法性国際司法裁判所勧告的意見においては、核兵器の威嚇または使用が国際人道法に抵触する可能性はあるが、その使用を包括的に禁止している条約もないとしている。
包括的核実験禁止条約 (CTBT) は、核兵器の開発・改良に有用である核爆発を伴う核実験を禁止する条約であり、1995年より各国の署名が開始されたものの、発効要件にみたず、2017年時点では、未だ発効していない。臨界前核実験はこの条約によっても禁止されていないと考えられているが、核軍縮に反するものだとして非難する意見もある。
核兵器禁止条約 (NWC) は核兵器の開発、実験、製造、備蓄、移譲、使用および威嚇としての使用の禁止ならびにその廃絶等、核兵器の全廃と根絶を目的として起草された国際条約案である。2007年、コスタリカ・マレーシア両政府の共同提案として正式に国連総会に提出された。2011年10月には国連総会で軍縮・国際安全保障問題を扱う第一委員会が採択した52の決議のうちマレーシアなどが提出した核兵器禁止条約の交渉開始を求めた決議が127ヵ国（前年より6ヵ国多い）の賛成で採択された。その後2017年7月に国連総会で賛成多数で採択、さらに批准国が規定の50か国に達したため、2021年1月に発効したが、核保有国は参加していない。
放射能兵器（'R'兵器）は、核兵器が核爆発による衝撃波と熱線、初期放射線による直接的な破壊や殺傷を主な目的としているのに対して、爆発物やその他の機器等を用いて放射性物質を散布することにより、人員の殺傷や機器や地域の使用阻害、また社会的混乱などを引き起こすことを主な目的とした兵器のこと。俗に汚い爆弾 (dirty bomb) とも呼ばれる。
核によるテロリズムの行為の防止に関する国際条約（2005年採択）では核テロ行為防止と容疑者の取扱い・犯罪人引渡しなどを規定している。
核物質防護条約（1979年採択）では核物質の不法な取得と使用を防止し、核物質および原子力施設を妨害破壊行為から防護し、容疑者の引渡しを規定し、これらの犯罪を政治犯罪とみなしてはならないことを定めている。
B (biological) - 生物兵器
細菌兵器（細菌、ウイルス、それらを媒介する宿主生物を含む）等は、ジュネーヴ議定書（窒息性ガス、毒性ガスまたはこれらに類するガスおよび細菌学的手段の戦争における使用の禁止に関する議定書,1925年）によって使用が禁じられた。1975年に発効した生物兵器禁止条約 (BWC)においても、生物兵器の開発・生産・貯蔵が禁じられている。
C (chemical) - 化学兵器
毒ガス、毒物等の化学兵器は、ハーグ陸戦条約第23条及びジュネーヴ議定書 (1925年)により、使用が禁じられた。1997年に発効した化学兵器禁止条約 (CWC) においても、化学兵器の開発・生産・貯蔵・使用が禁じられている。

### 通常兵器
400グラム未満の爆発性弾丸
1868年のサンクトペテルブルク宣言において、400グラム未満の爆発性や焼夷性を有する弾丸は、殺傷能力が過剰であるとして、その使用が禁じられた。ただし、400gという基準は、当時の最小砲弾という技術的基準に過ぎなかったため、1923年の空戦法規案では対空火器の爆発性及び焼夷性弾頭が認められている等、具体的な規制については事実上、死文化した。
拡張弾頭（ダムダム弾）
拡張弾頭は、小銃の弾丸（拡張弾頭）であり、人体命中時に容易に変形・分裂し、大きな損傷を与える。そのため、残酷な被害を与えるとして1899年にダムダム弾禁止宣言がなされた。
検出不可能な破片による人体殺傷兵器
人体内に入った場合、X線を用いても検出不可能な破片を利用する兵器については、1983年発効の特定通常兵器使用禁止制限条約 (CCW) 議定書Iにおいて禁止された。
焼夷兵器（焼夷弾・ナパーム弾・火炎放射器・火炎瓶ほか）
1983年発効の特定通常兵器使用禁止制限条約 (CCW) 議定書III（焼夷兵器の使用の禁止又は制限に関する議定書）において、非戦闘員や人口密集地内の軍事目標への使用が制限されている。
目潰し用レーザー兵器 (BLW: Blinding Laser Weapon)
人の目に向けてレーザーを照射し、その出力によって網膜に損傷を与えて視力を奪う兵器である（光線銃）。可視領域外の波長が使える、使用が著しく容易でしかも継続的に作動できる、一瞬でも目に飛び込むと効果を及ぼす、網膜に及ぼした損傷が多くの場合不可逆的で永久的に失明する恐れがある、などの特徴から非人道的兵器と見なされている。1980年代後半には中国で歩兵用レーザー銃ZM-87の開発が始まったとされる。これは敵兵の失明のほか、敵兵器の光学機器の破壊をも目的としていた。1990年前後からアメリカなども実用的な実験を行っている。1995年10月、特定通常兵器使用禁止制限条約 (CCW) 議定書IV（失明をもたらすレーザー兵器に関する議定書）が採択、1998年に発効し、この種のレーザー兵器の使用・移譲禁止が規定された。この背景には、テロリストの手に渡るほど量産・普及してからの規制では手遅れだという各国の一致した判断があったという見方がある。実際に日本のオウム真理教が「輪宝」というレーザー兵器を試作していた。さらに2002年7月に「New Scientist」誌に掲載された報告をきっかけに、戦闘機の空対空兵器として搭載が検討されているレーザー兵器についても、地上の民間人に偶発的に同様の効果を及ぼす恐れがあるとして反対運動が起こっている。
対人地雷
1980年の特定通常兵器使用禁止制限条約（CCW）改正議定書IIによる規制において、一定の使用規制が行われた。これを継承し、1999年3月に対人地雷の使用、貯蔵、生産及び移譲の禁止並びに廃棄に関する条約（対人地雷全面禁止条約）が発効した。締結国においては、対人地雷の使用、開発、生産、貯蔵、保有、移譲が禁止される。ただし、主要国では、アメリカ合衆国やロシア、中華人民共和国、インド等が締結していない。
クラスター爆弾
第二次世界大戦当時から使われてきたが、不発の子弾が地雷と同様の被害を与えるという理由から人道上の問題を指摘する意見がある（→不発弾）。特定通常兵器使用禁止制限条約 (CCW) で検討された（2006年）後、2007年2月にノルウェー・オスロで不発弾除去とクラスター爆弾廃棄を目指すとした「オスロ宣言」が46か国により採択された。2008年5月、ダブリンで開かれたクラスター爆弾に関する外交会議で107カ国によってクラスター弾に関する条約が採択され、締結国におけるクラスター爆弾の使用や保有・製造が禁止され、爆弾の廃棄が行われている。
機雷
1907年の自動触発海底水雷ノ敷設ニ関スル条約においては、敷設区域の通知や管理できない機雷の無力化が謳われている。
気象兵器
地震や台風等を制御し、軍事兵器として利用する気象兵器は、1978年発効の環境改変技術の軍事的使用その他の敵対的使用の禁止に関する条約（環境改変技術敵対的使用禁止条約）によって禁止されている。

## 開発や輸出入に規制のある兵器
大量破壊兵器の運搬手段となりえる長距離ミサイルについても、技術移転や輸出入について制限が図られている。1987年には国際的な枠組みとしてミサイル技術管理レジームが発足した。さらに2003年からは拡散に対する安全保障構想(PSI)に基づき、各国が様々な措置を取っている。
このほか、銃等の小型武器についても、内戦・紛争の悪化に結び付くことから、それの紛争地からの回収や流通規制への行動が行われている。

## 規制について議論のある兵器
以下は具体的な規制について議論のある兵器である。
対物ライフル
ハーグ陸戦条約で禁止されている「不必要な苦痛を与える兵器」に該当している説が出ることもあるが、明示的に、これも含め諸条約に該当している部分はない。一部の12.7㎜弾等が、人体に向け発射され、体内で炸裂する場合は、サンクトペテルブルク宣言に抵触するとされるものの、対物攻撃の場合と区別できず、規制には至っていない。
燃料気化爆弾
1980年代に実用化されたが、急激な気圧の変化による内臓破裂などを起こさせ、無差別かつ不必要な殺傷を引き起こすため、禁止するべきとの意見がある。
劣化ウラン弾
1991年の湾岸戦争で使われたが、分類上、核兵器でも放射能兵器でもないとされており、すなわち大量破壊兵器ではない。しかし砕けた砲弾の微細な破片を人間が吸い込む事により重金属中毒を起こす事、更に内部被曝による放射能被害が出るのではないかと言われている事から使用を制限すべきだという意見がある。
衛星攻撃兵器
スペースデブリが大量に発生する懸念や、宇宙条約での平和利用を求める考えから、禁止すべきとの意見があり、条約の提案もなされているが合意には至っていない。
自律型致死兵器
いわゆる軍事用ロボットのうち、人間の意思を介入することなく目標を捕捉し攻撃する兵器を指し、Lethal autonomous weapon system(LAWS)とも呼ばれる。ロボットやAIの意思によって人の生死が決められることに倫理的な問題があるとして、2012年にヒューマン・ライツ・ウォッチが報告書『失われつつある人間性：殺人ロボットに反対する論拠』を提出している。2014年より特定通常兵器使用禁止制限条約の下で非公式専門家会合が行われるようになり、2017年以降は「LAWSに関する政府専門家会合」で議論が行われている。